# Eps
Eps je francouzská obec v departementu Pas-de-Calais v regionu Hauts-de-France. Žije zde 242 obyvatel.

## Geografie

### Sousední obce
| Růžice kompasu | Heuchin |               | Boyaval | Růžice kompasu |
| Růžice kompasu | Anvin   | Sever         |         | Růžice kompasu |
| Růžice kompasu | Anvin   | Eps           |         | Růžice kompasu |
| Růžice kompasu | Anvin   | Jih           |         | Růžice kompasu |
| Růžice kompasu |         | Monchy-Cayeux | Hestrus | Růžice kompasu |